# Рунасти носорог
Рунасти носорог (лат. Coelodonta antiquitatis) је изумрла врста носорога која је настањивала северне степе Евроазије, Сибира и Монголске низије током плеистоцена. 
Рунасти носрог је припадао плеистоценској мегафауни и био је главни представник бореалне фауне поред мамута. У време захлађења вирма настањивао је југоисточне делове Европе. Налази рунастог носорога откривени су на Пелопонезу.
Одрасле јединке достизале су дужину од 3,7 метара, а висину од 2 метра. Имали су два рога, чеони и знатно дужи назални. Тело им је било прекривено дуго, густом длаком црвенкасто-браон боје.
За разлику од других плеистоценских крупних биљоједа ови носорози никад нису прешли преко Беринговог копненог моста и населили простор северноамеричког континента. Предпоставља се да је то због мале количине хране и недостатка погодног станишта.
Последњи представници врсте нестају крајем последњег глацијала, пре неких 10.000 година.